# 反面教師
反面教師（はんめんきょうし）とは、反省の材料となるような人や事例を指す。中国共産党中央委員会主席の毛沢東により発案された言葉で、中国語の原語では「反面教员」である。
日本の似たような諺に「人のふり見て我がふり直せ」というものがあり、日本でも一般にはその意味で慣用される語句になっているが、毛沢東の原典ではさらに詳細な意図が語られている。「絶対に真似したくない」と思わせる教育方法を指すこともある。

## 概要
組織内などに劣悪な者や間違った者がいたならば、余程の酷い状態でない限り、敢えてこれを矯正したり除外したりするのではなく、組織内に留め、地位や権限を与えない閑職にさせて、他の構成員にその醜態を見せ付ける事で類似した者の増殖を防ぐ、という目的で利用することを指す。1957年に行われた演説で最初に使われたとされている。
毛沢東は間違った組織を反面教師を用いた上で正しい方向に導いていくということについても説いた。毛沢東が言うには間違った組織というのは少数の間違った人物が中心となって構成されていることから組織全体が間違った状態になっており、大多数はこのことから間違った行いをするようになっているというわけである。この場合には中心にいる少数の間違った人物を孤立させた上で、その他大多数に対しては正しい教育を施すということで大部分の構成員は正しい状態へと導かれて行く。そして中心にいた間違った人物のことを反面教師と判断するようになることから組織は発展するというわけである。毛沢東は当時に広く行われていた間違った指導者を排除するということで組織を正しい方向に導くという政策を批判した。毛沢東が言うには間違った指導者であったからこそ、それが反面教師となった場合に大きな効果が期待できるというわけである。